# Gonomyia puella
Gonomyia puella är en tvåvingeart som först beskrevs av Samuel Wendell Williston  1896.  Gonomyia puella ingår i släktet Gonomyia och familjen småharkrankar. Inga underarter finns listade i Catalogue of Life.